# Pere I de Sentmenat
Pere I de Sentmenat (m. ca. 1170) va ser un noble català del llinatge dels Sentmenat.
Fill de Beatriu i germà d'Arnau, Berenguer i Guillem. El seu llinatge era feudatari dels Montcada al castell de Sentmenat, del qual Pere en va ser castlà. Va assistir a la conquesta de Tortosa, en la què va tenir un paper destacat i pel que va tenir nombroses donacions i va ser nomenat primer veguer de la ciutat amb caràcter perpetu, així com la perpetuïtat de la castlania d'un dels tres castells de la Suda, més tard anomenat de Sentmenat, l'escrivania de la cúria, la paeria i la presó de la Suda, així com el castell, després baronia, de Carles. Casat amb Ermessenda, a la seva mort va repartir els seus béns entre els fills.